# Vienne-le-Château
Vienne-le-Château är en kommun i departementet Marne i regionen Grand Est (tidigare regionen Champagne-Ardenne) i nordöstra Frankrike. Kommunen ligger i kantonen Ville-sur-Tourbe som tillhör arrondissementet Sainte-Menehould. År 2022 hade Vienne-le-Château 515 invånare.

## Befolkningsutveckling
Antalet invånare i kommunen Vienne-le-Château
| Referens: INSEE |